# Charles Tyner
Charles Tyner (* 8. Juni 1923 oder 1925 in Danville, Virginia; † 8. November 2017) war ein US-amerikanischer Schauspieler.

## Leben und Karriere
Nach einem Einsatz im Zweiten Weltkrieg nahm Tyner ein Schauspielstudium bei Stella Adler auf. In den 1950er-Jahren spielte er Theater und hatte erste Fernsehauftritte. 1957 gab er sein Broadway-Debüt, hierbei trat er im Stück Orpheus Descending von Tennessee Williams auf. Zwei Jahre später war er an der Seite von Paul Newman mit Sweet Bird of Youth erneut in einem Werk von Williams am Broadway zu sehen. Ebenfalls 1959 gab Tyner sein Filmdebüt in einer kleinen Rolle neben Sophia Loren und Tab Hunter in Sidney Lumets Drama So etwas von Frau!, blieb jedoch in den folgenden Jahren bis auf gelegentliche kleinere Film- und Fernsehrollen vorrangig Bühnenschauspieler. 
1967 konnte Tyner mit der Darstellung des sadistischen Aufsehers Higgins im Film Der Unbeugsame (1967) an der Seite von Paul Newman auf sich aufmerksam machen konnte. Dieser Auftritt brachte ihm eine längere Reihe von Nebenrollen in zahlreichen Hollywood-Produktionen der 1970er-Jahre ein, wobei er oft schurkenhafte oder strenge Figuren spielte. Er verkörperte etwa den kriegswütigen General in der Komödie Harold und Maude (1971) und den mörderischen Widersacher von Burt Reynolds’ Hauptfigur in der Häftlingskomödie Die härteste Meile (1974). Weitere bekannte Filme mit Tyner in Nebenrollen sind die Western Die Cowboys (1971) und Jeremiah Johnson (1972), der Actionfilm Ein Zug für zwei Halunken (1973) und die Komödie Ein Ticket für zwei (1987).
Im Fernsehen wirkte Tyner als Gastdarsteller an populären Fernsehserien wie Dallas, Die Waltons, Drei Engel für Charlie oder Unsere kleine Farm mit. In der Westernserie Vater Murphy hatte er Anfang der 1980er-Jahre eine wiederkehrende Nebenrolle als Bösewicht Howard Rodman. Tyner spielte auch in späteren Jahren viel Theater und hatte 2014 nach längerer Inaktivität einen letzten Filmauftritt im Kurzfilm Lucidia neben Bryce Johnson. Insgesamt umfasst sein filmisches Schaffen zwischen 1951 und 2014 rund 90 Film- und Fernsehproduktionen. Tyner, als dessen Geburtsjahre konkurrierend 1923 oder 1925 genannt werden, starb im November 2017 in seinen Neunzigern.

## Filmografie (Auswahl)
- 1951: Danger (Fernsehserie, 2 Folgen)
- 1959: So etwas von Frau! (That Kind of Woman)
- 1961–1963: Gnadenlose Stadt (Naked City, Fernsehserie, 3 Folgen)
- 1962: Preston & Preston (The Defenders, Fernsehserie, 1 Folge)
- 1964: Angriffsziel Moskau (Fail-Safe)
- 1964: Lilith
- 1967: Der Unbeugsame (Cool Hand Luke)
- 1967: Big Valley (The Big Valley, Fernsehserie, 1 Folge)
- 1968: Der große Schweiger (The Stalking Moon)
- 1969: High Chaparral (The High Chaparral, Fernsehserie, 1 Folge)
- 1969: Gaily, Gaily
- 1969: Der Gauner (The Reivers)
- 1970: Geschossen wird ab Mitternacht (The Cheyenne Social Club)
- 1970: Whisky brutal (The Moonshine War)
- 1970: Der reisende Henker (The Traveling Executioner)
- 1970: Monte Walsh
- 1971: Lawman
- 1971: Sie möchten Giganten sein (Sometimes a Great Notion)
- 1971: Harold und Maude (Harold and Maude)
- 1972: Die Cowboys (The Cowboys)
- 1972: Jeremiah Johnson
- 1972: Auf leisen Sohlen kommt der Tod (Fuzz)
- 1972: In schlechter Gesellschaft (Bad Company)
- 1973: Kung Fu (Fernsehserie, 1 Folge)
- 1973: Ein Zug für zwei Halunken (Emperor of the North Pole)
- 1973: Ein Mann geht über Leichen (The Stone Killer)
- 1973: Die Waltons (The Waltons, Fernsehserie, 1 Folge)
- 1973: Mannix (Fernsehserie, eine Folge)
- 1974: Der Mitternachtsmann (The Midnight Man)
- 1974: Die härteste Meile (The Longest Yard)
- 1975: Ein Sheriff in New York (McCloud, Fernsehserie, 1 Folge)
- 1976: Wildes neues Land (Young Pioneers, Fernsehfilm)
- 1976: Reich und Arm (Rich Man, Poor Man, Miniserie, 2 Folgen)
- 1976: Familiengrab (Family Plot)
- 1976: Der Texaner (The Outlaw Josey Wales)
- 1977: Drei Engel für Charlie (Charlie’s Angels, Fernsehserie, Folge Circus of Terror)
- 1977: Elliot, das Schmunzelmonster (Pete’s Dragon)
- 1978: Erwachendes Land (The Awakening Land, Miniserie, 2 Folgen)
- 1978: Lassie – Ein neuer Anfang (Lassie: A New Beginning, Fernsehfilm)
- 1979: Barnaby Jones (Fernsehserie, 2 Folgen)
- 1980: Ein Duke kommt selten allein (The Dukes of Hazzard, Fernsehserie, 1 Folge)
- 1981: Der Teufelsschrei (Evilspeak)
- 1981–1982: Vater Murphy (Father Murphy, Fernsehserie, 10 Folgen)
- 1982: Der unglaubliche Hulk (The Incredible Hulk, Fernsehserie, 1 Folge)
- 1983: Unsere kleine Farm (Little House on the Prairie, Fernsehserie, 1 Folge)
- 1984: Chefarzt Dr. Westphall (St. Elsewhere, Fernsehserie, 1 Folge)
- 1984: Ein Engel auf Erden (Highway to Heaven, Fernsehserie, 1 Folge)
- 1985: Polizeirevier Hill Street (Hill Street Blues, Fernsehserie, 2 Folgen)
- 1985: Space – Der Mensch greift nach den Sternen (Miniserie, 3 Folgen)
- 1986: Hamburger – The Movie (Hamburger... The Motion Picture)
- 1986: Trio mit vier Fäusten (Riptide, Fernsehserie, 1 Folge)
- 1987: Bestseller
- 1987: Ein Ticket für Zwei (Planes, Trains and Automobiles)
- 1988: Dallas (Fernsehserie, 1 Folge)
- 1988: Paradise – Ein Mann, ein Colt, vier Kinder (Paradise, Guns of Paradise, Fernsehserie, 2 Folgen)
- 1990: Nur über Deine Leiche (Enid Is Sleeping)
- 1990: Sein letztes Spiel (Pastime)
- 1990/1991: Wunderbare Jahre (The Wonder Years, Fernsehserie, 2 Folgen)
- 1991: Motorama
- 1992: Matlock (Fernsehserie, 1  Folge)
- 1992: On the Air – Voll auf Sendung (On the Air, Fernsehserie, 1 Folge)
- 1999: Emergency Room – Die Notaufnahme (ER, Fernsehserie, 1 Folge)
- 2001: Diagnose: Mord (Diagnosis: Murder, Fernsehserie, 1 Folge)
- 2014: Lucidia (Kurzfilm)